# 阿納溫火山
阿納溫火山是俄羅斯的火山，位於堪察加半島中部，海拔高度1,828米，西南面是烏克斯昌火山，該火山由玄武岩組成，在超過10,000年前的第四紀形成。